# Dragan Babić
Dragan Babić (Kruševac, 3. septembar 1937 — Vranje, 23. jul 2013) bio je srpski i jugoslovenski novinar. Važio za jednog od najvećih novinara u Srbiji i Jugoslaviji.
Radio u RTS-u kao urednik i voditelj najbolje putopisno-obrazovne emisije Dvogled i jedne od prvih emisija uživo posvećene filmu Kino oko.
Bio je u vezi sa norveškom glumicom Liv Ulman.
Objavio je knjigu Putovanje na kraj jezika.
Umro je 23. jula 2013. godine u Vranju.

## Spoljašnje veze
- Dragan Babić на веб-сајту  (језик: енглески)